# 아르투르 베르나르지스
아르투르 베르나르지스 히바스 다 시우바 필류(포르투갈어: Arthur Bernardes Ribas da Silva Filho, 1955년 5월 15일 ~ )는 알툴로 불리는 브라질의 축구 감독으로, 2008년에서 2009년까지는 제주 유나이티드에서, 2014년에는 강원 FC의 감독을 역임하였다.
| 전임 정해성 | 제10대 제주 유나이티드 감독 2008 – 2009 시즌 | 후임 조진호 (감독 대행) |

| 전임 김용갑 | 제5대 강원 FC 감독 2014 | 후임 박효진 (감독 대행) |